# Міхель Марфа Яківна
Марфа Яківна Міхель (16 вересня 1917, село Монастирище, тепер Ічнянського району Чернігівської області — ?) — українська радянська діячка, заслужена вчителька УРСР, вчителька біології Монастирищинської восьмирічної школи Ічнянського району Чернігівської області. Депутат Верховної Ради СРСР 7—8-го скликань.

## Біографія
Народилася в бідній селянській родині Якова Динника.
Освіта вища. Закінчила Ніжинський державний педагогічний інститут імені Гоголя Чернігівської області.
З 1936 року працювала вчителькою біології семирічної школи.
З 1943 року — вчителька біології Монастирищинської восьмирічної школи Ічнянського району Чернігівської області.
Потім — на пенсії в місті Києві.

## Нагороди
- ордени
- медалі
- заслужений вчитель школи Української РСР (7.03.1964)